# Refat Tjubarov

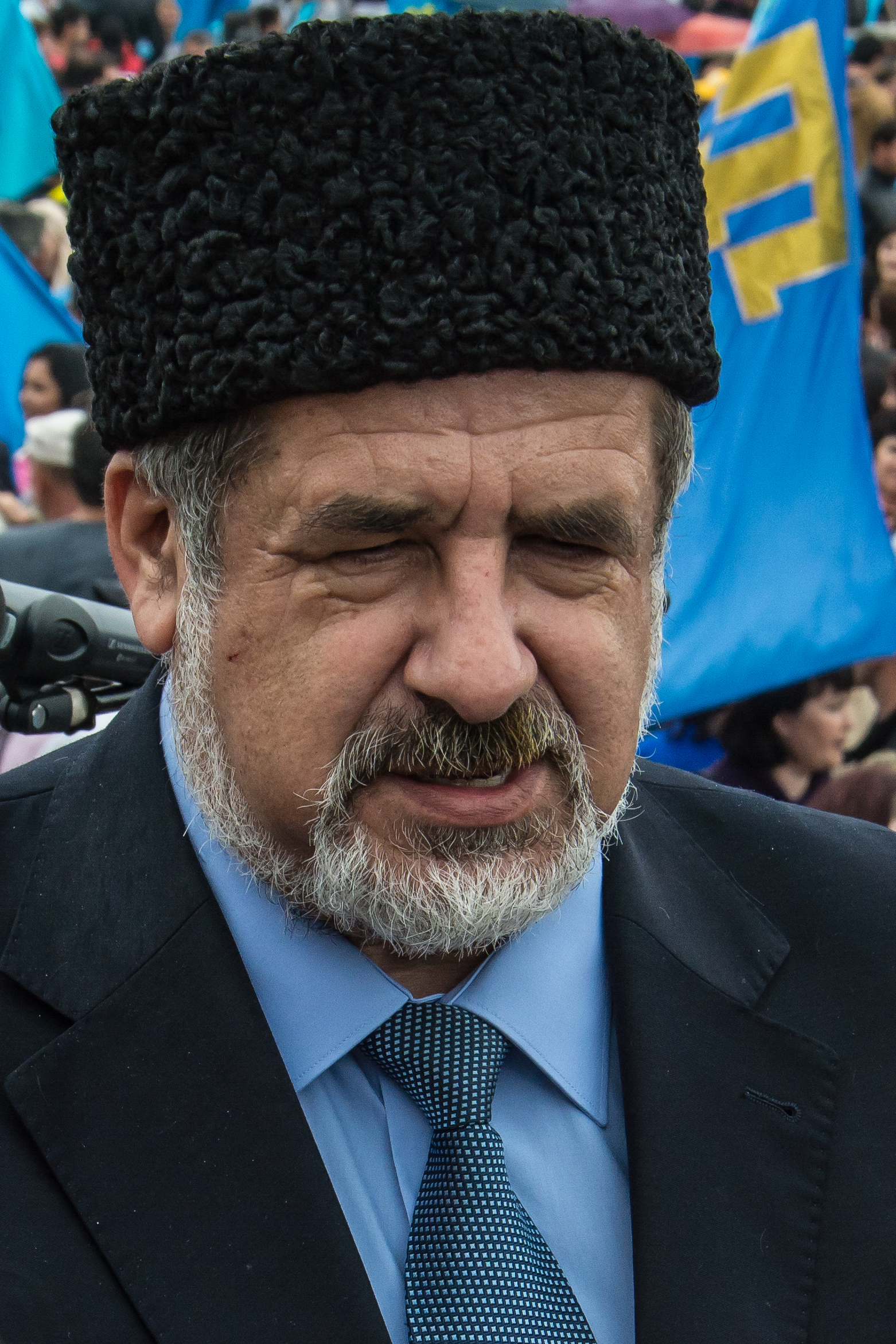
Refat Tjubarov år 2014.

Refat Abdurachmanovič Tjubarov, född 22 september 1957 i Samarkand, Uzbekiska SSR, är en krimtatarsk etnisk ledare på Krim, som  valdes till ledare av Krims mejlis 2013.
Tjubarov föddes i Uzbekistan sedan en stor del av krimtatarerna hade deporterats från Krim i slutet av andra världskriget. Familjen återkom till Krim 1968.
Efter Rysslands annektering av Krim i mars 2014 gick Tjubarov i exil i Ukraina, där han är parlamentsledamot sedan 2015. 2015 försökte Ryssland efterlysa Tjubarov genom Interpol eftersom han propagerade för ett självständigt Krim.